# MNG Airlines
MNG Airlines (укр. Ем-Ен-Джи Ейрлайнз) — турецька вантажна авіакомпанія, що базується в Стамбулі. Здійснює регулярні та чартерні вантажні перевезення з Близького Сходу на Далекий Схід, у США, міста Європи і Азії. Основним портом авіакомпанії є Стамбул-Ататюрк.

## Історія
Авіакомпанія була створена турецьким промисловим магнатом Мехметом Назіфом Гуналом в 1996 році у складі холдингу MNG, і розпочала свою діяльність 30 листопада 1997 року на літаках Airbus A300. В 1998 році, з відкриттям рейси з Франкфурта в Торонто почалися трансатлантичні рейси, а потім (з 8 листопада 1998 року) і регулярні рейси в США. З середини 2002 року по 6 лютого 2006 року MNG Airlines здійснювала також пасажирські рейси на Boeing 737 і McDonnell Douglas MD-82. У 2005 році MNG Airlines отримала нагороду від Airbus за 100%-ю надійність перевезень на 30-річному Аеробусі A300.

## Напрямки
Станом на липень 2017 року MNG Airlines здійснює польоти в наступні аеропорти світу:

### Африка
- Лівія
  - Триполі – Триполі-Мітіга
- Туніс
  - Туніс – Туніс (аеропорт)
- Алжир
  - Алжир – Алжир (аеропорт)

### Asia
- Бахрейн
  - Манама – Бахрейн (аеропорт)
- Іран
  - Тегеран – Тегеран-Імам Хомейні
- Ірак
  - Багдад - Багдад
- Ізраїль
  - Тель-Авів – Тель-Авів (аеропорт)
- Катар
  - Доха – Хамад (аеропорт)
- ОАЕ
  - Абу-Дабі – Абу-Дабі (аеропорт)
  - Дубай – Дубай-Аль-Мактум

### Europe
- Франція
  - Париж – Париж-Шарль де Голль
- Німеччина
  - Кельн – Кельн/Бонн (аеропорт)
  - Лейпциг – Лейпциг/Галле (аеропорт)
  - Мюнхен – Мюнхен (аеропорт)
- Нідерланди
  - Амстердам – Амстердам (аеропорт)
- Туреччина
  - Стамбул – Стамбул-Ататюрк (хаб)
- Велика Британія
  - Лондон – Лондон-Лутон

## Флот
Парк літаків MNG Airlines складається з 8 повітряних суден (на серпень 2016 року). Середній вік літаків - 22,3 року:
- 7 Airbus A300B4-200F (у т. ч. 1 зданий в оренду ефіопської Ceiba Intercontinental
- 1 Airbus A330-200F

Раніше в компанії експлуатувалися на пасажирських лініях літаки McDonnell Douglas MD-82 (2004-2006).